# Basiliek van Sant'Abbondio
De basiliek van Sant'Abbondio is een kerkgebouw dat is gelegen in de stad Como, in het noorden van Italië. 
Over de bouwgeschiedenis van deze kerk is niet veel geweten. De kerk dateert van rond het jaar 1063. Vermoedelijk was het een benedictijner kerk, die werd ingewijd rond 1095.
De bouw van de kerk doet denken aan enkele van de vroegchristelijke basilieken in Ravenna. De kerk telt vijf schepen maar heeft geen dwarsschip. Het dak is bedekt met hout. De kerk heeft eerder een stugge aanblik.

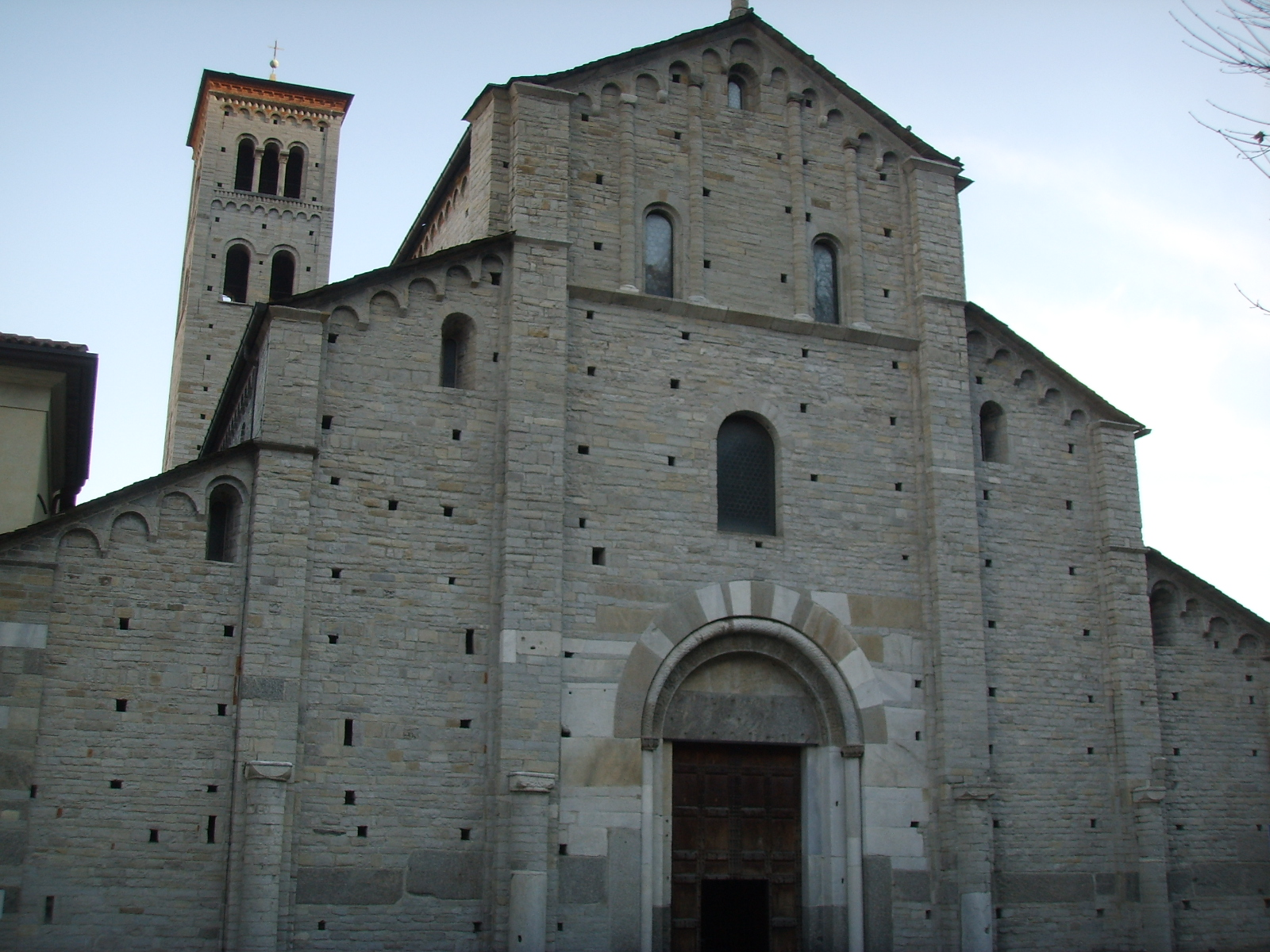
Voorgevel
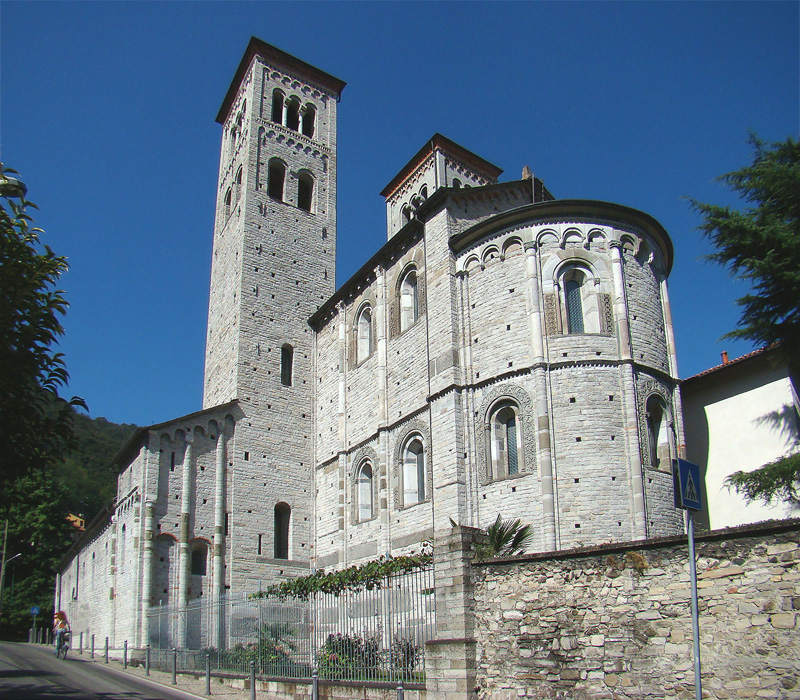
Achterzijde
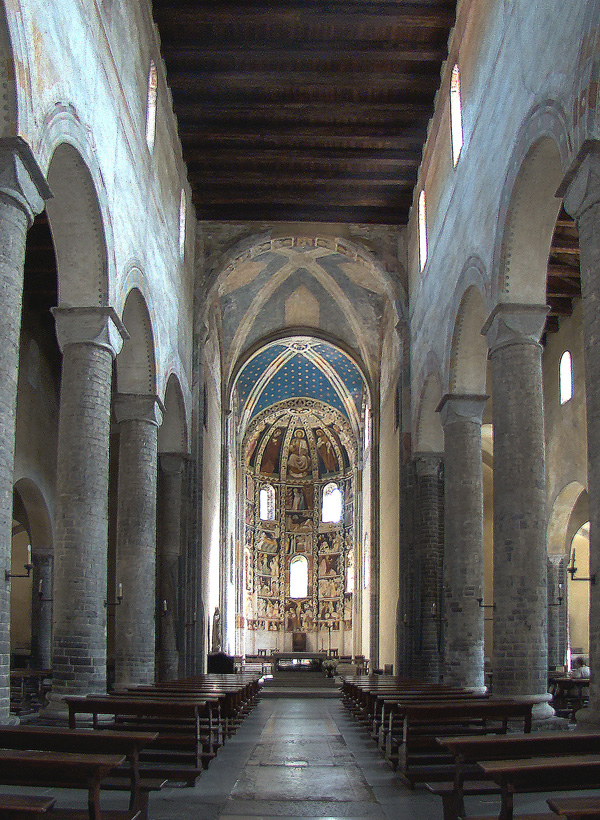
Binnenkant
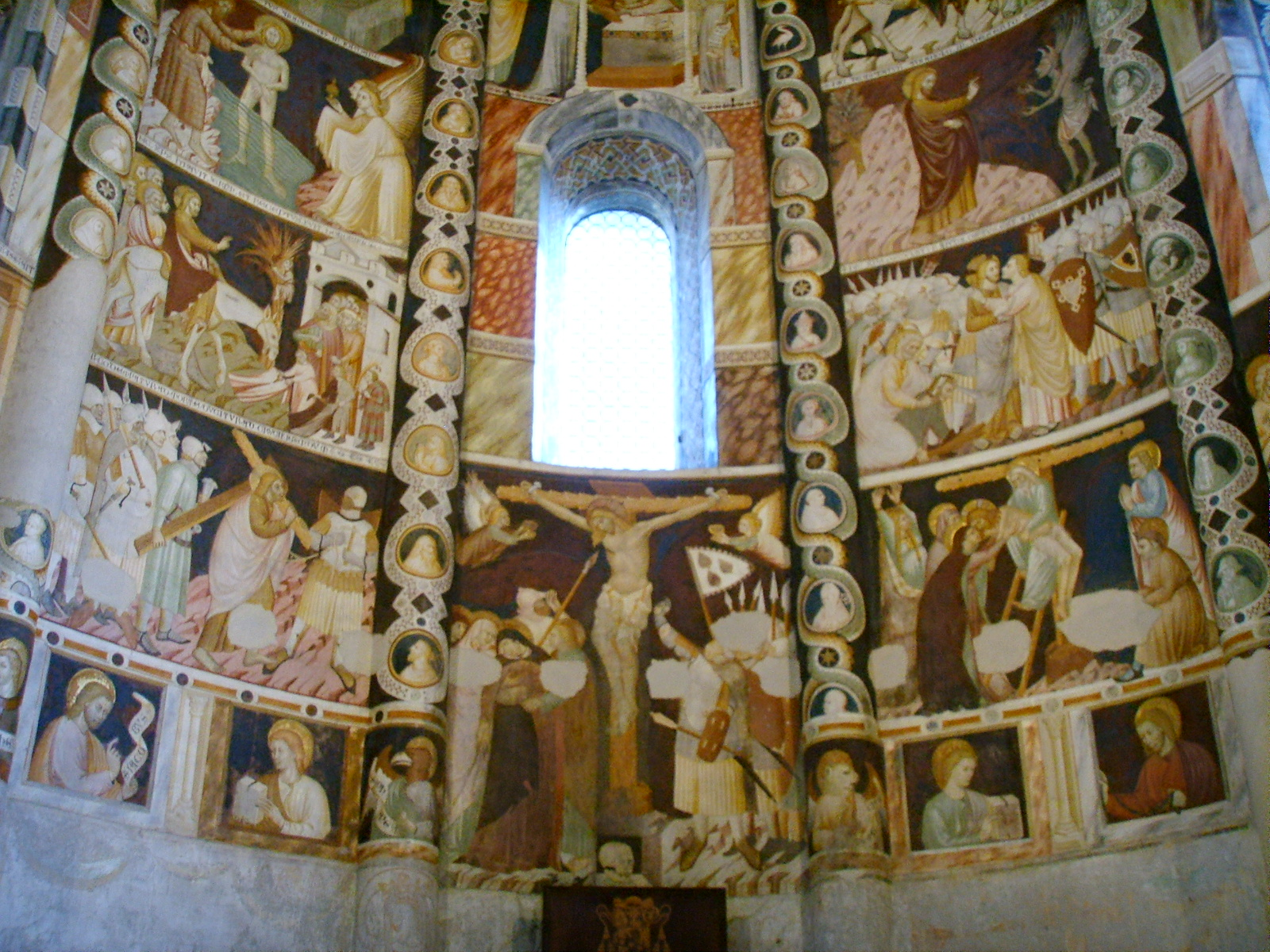
Fresco's in het hoogkoor